# Jutnabben
Jutnabben är en halvö, belägen utefter länsväg 137, mellan fastlandet och Svinö i Kalmar kommun. Från 2015 avgränsar SCB här en småort. Dessförinnan ingick området i tätorten Kalmar.